# Francesco Sbano
Francesco Sbano (* 1963 in Paola, Kalabrien) ist ein italienischer Fotograf, Reporter, Schriftsteller, Musikproduzent und Regisseur. Er ist einer der renommiertesten Kenner der Kultur der ’Ndrangheta und verfolgt in seiner Forschung einen ethnologischen Ansatz.

## Leben und Karriere
Francesco Sbano wurde 1963 als dritter Sohn von Sergio Sbano und seiner Frau Camilla in dem kleinen kalabresischen Ort Paola geboren. Das Familienunternehmen seines Großvaters Giuseppe Sbano war bis in die 1950er Jahre hinein der größte Fleischexporteur Süditaliens.
Francesco Sbano erlebte von Kindesbeinen an, wie tief die ’Ndrangheta im Alltagsleben Kalabriens verwurzelt ist. Er studierte Kommunikation mit Schwerpunkt Fotografie am Istituto Europeo di Design in Rom. Seit Mitte der 1990er Jahre beschäftigt er sich intensiv mit dem Phänomen der Mafia. Sbano produziert Fotoreportagen, Kompilationen, Dokumentarfilme für das Kino und Fernsehen, kuratiert Ausstellungen und ist Co-Autor von Reportagen unter anderem für den Spiegel, die Frankfurter Allgemeine Zeitung, das Süddeutsche Zeitung Magazin, die Welt, Le Monde, Le Nouvel Observateur, Newsweek, das Time-Magazine und The New York Times, für die Fernsehsender ARD, BBC und CNN, für den US-Radiosender NPR und für andere maßgebliche Medien.
Zusammen mit dem Journalisten Maximilian Dax und Peter Cadera vom belgischen Musiklabel PIAS, leitete er die Erstellung einer Sammlung populärer Musik zum Thema Mafia, La Musica della Mafia, die in Deutschland und international auf breites Interesse gestoßen ist. Im Jahr 2002 veröffentlichte er die zweite CD, im Jahr 2005 erschien die dritte CD der Trilogie, die bis 2015 mehr als 500.000 Exemplare verkaufte. Auch die Fotos der Cover und Booklets in der Trilogie sind sein Werk.
2009 veröffentlichte er seinen Dokumentarfilm Uomini d'onore – Männer der Ehre, für den Sbano 2006 den Corrado Alvaro Special Prize der gleichnamigen Stiftung erhielt. Der Film wird gemeinsam mit Corazón-International, der Produktionsfirma von Regisseur Fatih Akın, produziert.
2011 veröffentlichte der Münchner Heyne Verlag sein Buch Die Ehre des Schweigens, in dem zum ersten Mal ein noch aktiver 'Ndrangheta-Boss seine Geschichte unter dem Pseudonym Giuliano Belfiore erzählt.
2013 kuratierte Sbano zusammen mit Thomas Schönberger die Ausstellung Die Kultur der Gewalt – La Cultura della Violenza im Haus der Kulturen der Welt in Berlin, die erste ethnologische Ausstellung über die 'Ndrangheta.
Francesco Sbano lebt und arbeitet zwischen Italien und Deutschland.

## Kontroversen
Seit 2008 ist Francesco Sbanos Arbeit das Ziel einer Pressekampagne, die von verschiedenen Journalisten und Aktivisteb der Anti-Mafia-Bewegung geführt wird, die Sbano vorwerfen, über das Phänomen der 'Ndrangheta zu neutral zu berichten. Trotzdem bleibt Sbano seiner wissenschaftlichen Herangehensweise an das kriminelle Phänomen der 'Ndrangheta treu. Er selbst sagt: „Wenn man das Böse bekämpfen will, muss man es kennen. Diese Formel ermöglicht es mir, dem Leser Informationen aus erster Hand zu vermitteln, damit er sich selbst ein Urteil bilden kann. Es ist wichtig, immer darauf zu achten, dass der Blick nicht ausschließlich von Vorurteilen geleitet wird, denn dadurch sieht man zu wenig. Dies ist nur durch Recherche, Klärung und Fakten möglich. Indem ich die Quellen, das heißt die Lieder der Mafia, ihre Tänze, ihre Gesetze ans Licht bringe und sie der Öffentlichkeit zugänglich mache, erzähle ich die 'Ndrangheta von innen heraus. Auf die gleiche Weise entmystifiziere ich das kriminelle Phänomen, indem ich seine Legenden und Mythen ins Rampenlicht stelle. Ich bin ein Reporter, der den Weg des kalabrischen organisierten Verbrechens nachzeichnet und die sozialen Faktoren und wirtschaftlichen Interessen beschreibt, die die 'Ndrangheta an der Macht halten.“
Im Mai 2012 trafen Francesco Sbano und Demetrio Siclari, der Hauptautor der Texte und Musik der Trilogie La Musica della Mafia, mit drei Mitarbeitern des Museo della 'ndrangheta in Reggio Calabria zusammen. Der Grund des Treffens war es, die Nutzung von Originaltiteln der Trilogie zu klären, nachdem bekannt geworden war, dass das Museum, ohne sich die notwendige Erlaubnis einzuholen, verschiedene Filme mit diesen Titeln synchronisiert hatte, die dort öffentlich vorgeführt wurden. Am selben Abend traf der Präsident des Museo della 'ndrangheta Claudio La Camera, einer der bekanntesten Antimafia-Aktivisten Kalabriens, der bei dem Treffen nicht anwesend gewesen war, die Entscheidung, Sbano und Siclari wegen angeblicher Drohung und Verleumdung bei der Polizei anzuzeigen. Kurz danach eröffnete die Staatsanwaltschaft von Reggio Calabria einen Prozess. In dem abgeschlossenen Gerichtsverfahren wurden Sbano oder Siclari nie verurteilt. Im Interview mit der Frankfurter Rundschau vom 9. September 2015 erklärt Francesco Sbano, dass er während seines Besuchs im Museo della 'ndrangheta in Reggio Calabria im Mai 2012 niemanden beleidigt oder bedroht habe und beschreibt den Prozess gegen ihn als Farce. Interessanterweise wurde Claudio La Camera, der Sbano und Siclari im Mai 2012 angezeigt hatte, aufgrund seiner Führungstätigkeit im Museo della 'ndrangheta in Reggio Calabria im August 2015 von der Staatsanwaltschaft wegen Betruges gegen den Staat, Unterschlagung von Beweismitteln und falscher Ideologie angeklagt. Laut finanzpolizeilicher Ermittlungen in diesem Fall habe La Camera circa 400.000 € veruntreut.